# Famiglia Langlois-Berthelot
La famiglia Langlois-Berthelot è una famiglia francese con contributi in scienza, diplomazia, amministrazione e cultura. Per alleanze e parentele storiche è in relazione con i Halévy e con la dinastia di orologiai Breguet / Maison Breguet.

## Origine del nome
Il doppio cognome "Langlois-Berthelot" è stato autorizzato per decreto presidente della Repubblica francese in data 1º maggio 1928, per preservare la memoria di tre generazioni della famiglia Berthelot — da Jacques-Martin a Marcellin e i suoi figli.
Secondo una tradizione familiare, il motto della famiglia trae origine da una lettera inviata da Jacques-Martin Berthelot a suo figlio il 14 marzo 1854, durante una campagna sanitaria contro il colera. In quella missiva, il medico e ricercatore avrebbe scritto: Scientia numquam sine actu (“La conoscenza mai senza azione”), esprimendo la convinzione che il sapere fosse privo di valore se non accompagnato da un impegno concreto a beneficio della società.

## Origini
Capostipite del ramo Berthelot è Marcellin Berthelot (1827–1907), chimico e uomo di Stato; sposò Sophie Caroline Niaudet (Sophie Berthelot), nipote dell’orologiaio Breguet, prima donna tumulata al Pantheon di Parigi insieme al consorte (1907).

## Membri notevoli

### Tre generazioni Berthelot
- Jacques-Martin Berthelot (1799-1864), medico e ricercatore francese, noto per le sue ricerche sulla pleurite, sull’actinomicosi e sul colera.

- Marcellin Berthelot (1827-1907), chimico, uomo di Stato e consigliere militare; sposò Sophie Caroline Niaudet (Sophie Berthelot), nipote dell’orologiaio Breguet; fu membro dell’Accademia delle scienze e primo a essere tumulato con la moglie al Pantheon di Parigi (1907).
- Philippe Berthelot (1866–1934), diplomatico, segretario generale del Ministero degli Esteri.
- André Berthelot (1862–1938), economista e politico.
- Daniel Berthelot (1865–1927), chimico e fisico.[4]

### Ramo Langlois e Langlois-Berthelot
- Charles-Victor Langlois (1863–1929), storico e direttore degli Archivi di Francia.[5]
- Marc Langlois-Berthelot (1894–1950 ca.), ingegnere e imprenditore.
- Richard Langlois-Berthelot (1893–1974), ingegnere e dirigente.
- Samuel Langlois-Berthelot (1898–1980), ingegnere e docente alla École supérieure d'électricité (Supélec).
- Jean-Marc Langlois-Berthelot (detto Jean-Marc Montguerre), diplomatico e scrittore.[6]
- Gilles-Antoine Langlois-Berthelot, storico dell’urbanistica
- Maxence Langlois-Berthelot (n. 1972), alto funzionario della cultura; amministratore generale del Louvre (2018) e, dal 2025, consigliere cultura e audiovisivo presso il Primo ministro.[7][8][9][10]

## Alleanze e parentele
- Abraham-Louis Breguet / Breguet – tramite Sophie Niaudet, moglie di Marcellin Berthelot (nipote dei Breguet).
- Halévy (famiglia di musicisti, letterati e storici).
- Famiglia Taschereau (ramo francese e canadese), tramite alleanze con i Berthelot e con i rami accademici e politici in Québec.